# Ендокрини систем
Ендокрини систем је систем жлезда у којима се, под утицајем информација из спољашње или унутрашње средине, синтетишу хормони који су одговор на те информације. Овим путем регулишу се многе активности: метаболизам, сексуалне активности, раст, метаморфоза, количина воде и минерала у организму и др. Поред ендокриних органа хормоне луче и неке нервне ћелије – неуросекреторне ћелије. Хормони се ослобађају, пошто ове жлезде немају изводне канале, у крв, лимфу или цереброспиналну течност и на тај начин доспевају до циљних органа на које делују. Поље студија која се бави ендокриним системом и његовим поремећајима је ендокринологија, која је грана интерне медицине.
Ендокрине жлезде кичмењака су различитог порекла – неке настају од ждрелног епитела (штитна, грудна жлезда), друге су у блиској вези са мозгом (хипофиза, епифиза), док се треће развијају у области бубрега (надбубрежне жлезда). Ендокрине жлезде сисара и других кичмењака могу бити појединачне као шту су: хипофиза, хипоталамус, штитна (тироидна жлезда), панкреас, или могу постојати у пару као што су: параштитне (паратироидне жлезде), надбубрежне жлезде и полне жлезде (код жена јајници, а код мушкараца семеници). Унутрашње лучење као споредну функцију могу вршити и извесни други органи: кости, јетра, панкреас, поједини делови црева, бубрези, срце, а значајну ендокрину функцију имају и полне жлезде. На пример, бубрези излучују ендокрине хормоне као што су еритропоиетин и ренин. Одржање равнотеже физиолошког стања (хомеостазе) омогућено је захваљујући деловању специфичних регулаторних механизама, међу којима водеће место имају нервни и ендокрини систем. Ендокрини систем обухватају жлезде са унутрашњим лучењем (ендокрине жлезде) у којима се стварају специфичне хемијске материје – хормони. Ендокрине жлезде немају изводне канале као егзокрине жлезде, па се хормони излучују директно у телесне течности, код највећег броја организама у крв, путем које одлазе до различитих органа регулишући њихову функцију. Такав вид регулације назива се хормонална регулација.
Хормони су органске супстанце, односно хемијска једињења липидне или протеинске природе. Хормони могу да се састоје од било аминокиселинских комплекса, стероида, еикосаноида, леукотриена, или простагландина. Они путују путем крви која облива све ћелије у организму и доспевају до свих ткива, али само одређена ткива могу да произведу одговоре на њих. То је омогућено присуством специфичних молекула – рецептора, за које може да се веже само одређени хормон. Сваки хормон има свој специфичан рецептор који му омогућава да пренесе одређени сигнал у дате типове ћелија. Када се сигнал који носе хормони пренесе у ћелије, активира се низ реакција које воде ка остваривању специфичних процеса у ћелији који омогућавају функционисање појединих органа, органских система и читавог организма.
Посебне карактеристике ендокриних жлезда су, уопштено, њихова дуктална природа, њихова васкуларност и најчешће присуство интрацелуларних вакуола или гранула у којима се чувају хормони. За разлику од тога, егзокрине жлезде, као што су пљувачне жлезде, знојне жлезде, и жлезде унутар гастроинтестиналног тракта, углавном су у мањој мери васкуларне и имају канале или шупљи лумен. За бројне жлезде које секвенцијално сигнализирају једне другима се каже да су део осовине, као што је на пример, Хипоталамусно-хипофизно-надбубрежна осовина.

## Структура

### Главни ендокрини системи
Људски ендокрини систем се састоји од неколико система који раде путем повратне спреге. Више важних повратних система је посредовано преко хипоталамуса и хипофизе.
- ТРХ – ТСХ – Т3/Т4
- ГнРХ – ЛХ/ФСХ – полни хормони
- ЦРХ – ACTH – кортизол
- Ренин - ангиотензин – алдостерон
- Лептин вс. инсулин

### Жлезде
Ендокрине жлезде су жлезде ендокриног система које излучују своје продукте, хормоне, директно у интерстицијалне просторе. Они затим бивају апсорбовани у крв, уместо да се преносе кроз канале. Главне жлезде ендокриног система су епифиза, хипофиза, панкреас, јајници, тестиси, штитна жлезда, параштитна жлезда, хипоталамус и надбубрежне жлезде. Хипоталамус и хипофиза су неуроендокрини органи.

### Хипофиза
Смештена је у удубљењу, турском седлу, клинасте кости. Спојена је помоћу инфундибулума са хипоталамусом. Састоји се, код човека, из три режња:
- предњег (аденохипофиза),
- средњег (интермедијарни) и
- задњег (неурохипофиза).

#### Аденохипофиза
Лучи две групе хормона:
1. соматотропни хормон (хормон раста) који регулише раст и развој организма;
2. тропини (стимулини) који делују на рад других жлезда;у њих спадају:
  - тиреотропни хормон (TSH) – симулише лучење штитне жлезде;
  - адренокортикотропни хормон (ACTH) – стимулише рад коре надбубрежне жлезде;
  - фоликулостимулирајући хормон (FSH) – симулише развој фоликула јајника и лучење естрогена; код мушкарца условљава сперматогенезу;
  - лутеостимулирајући хормон (LH) – стимулише лучење полних хормона: код жене прогестерона, а код мушкарца тестостерона;
  - лутеотропни хормон (LTH) или пролактин – изазива лучење млека код жена.

#### Неурохипофиза
Представља место где се депонују хормони створени у хипоталамусу. То су:
- антидиуретични хормон (вазопресин) – који стимулише реапсорпцију воде из примарне мокраће чиме се смањује излучивање дефинитивне мокраће;
- окситоцин – појачава контракције материце приликом порођаја и навирање млека.

### Ендокрини панкреас
Између жлезданих мешкова егзокриног панкреаса распоређена су Лангерхансова острвца која се састоје од 4 типа ћелија α, β, γ и δ, од којих β ћелије луче инсулин (инсула = острво), а α луче глукагон. Ова два хормона делују антагонистички на метаболизам гликозе – инсулин смањује, а глукагон повећава концентрацију гликозе у крви. При недостатку инсулина долази до хипергликемије (повишен ниво шећера у крви) што изазива шећерну болест. Гама ћелије луче панкреасни полипептид, а делта ћелије луче соматостатин (хормон раста).

### Штитнажлезда(тиреоидна жлезда)
Налази се приљубљена уз предњу и бочне стране гркљана и душника. На рад штитне жлезде утиче аденохипофиза преко TSH. Тироидеа лучи тироксин, тријодотиронин и тирокалцитонин, хормоне за чију је синтезу неопходан јод. Тироксин и тријодотиронин утичу на физички и психички раст и развој. Тиреокалцитонин снижава ниво калцијума у крви и заједно са паратхормоном и витамином Д регулише окоштавање костију.

### Параштитаста жлезда
Парна жлезда – две горње и две доње су приљубљене уз задњу страну штитне жлезде. Лучи паратхормон који регулише количину калцијума и фосфора у крви и костима.

### Надбубрежне жлезде
Налазе се на горњим половима бубрега. Састоје се из два дела, коре и сржи, који се међусобно разликују и по пореклу и по функцији.
Кора се састоји из три дела (гломерулоза, фасцицулента и зона ретицуларис) и лучи следеће групе хормона:
- гломерулоза:

минералокортикоиде: алдостерон, кортикостерон, који регулишу промет минерала (посебно натријума и калијума) и воде, чиме одржавају хомеостазу; називају се хормони који чувају живот;
- фасцицуланта:

гликокортикоиде: међу њима је најактивнији кортизол; регулишу промет угљених хидрата, протеина и липида;
- зона ретицуларис:

андрогене и естрогене хормоне који утичу на развој полних органа у дечјем узрасту.
Срж надбубрежне жлезде лучи адреналин и норадреналин. Њихово дејство је слично дејству симпатичког нервног система – убрзавају рад срца, повећавају крвни притисак итд.

### Полне жлезде
Рад полних жлезда је под утицајем аденохипофизе.
Ендокрина улога тестиса огледа се у активности Лејдигових ћелија које луче тестостерон и андростедион (мање количине). Тестостерон у пубертету доводи до раста полних органа (примарне полне одлике) и развића секундарних полних одлика.
Оваријум лучи естрогене и прогестерон. Естрогени у пубертету утичу на развој полних органа и секундарних полних одлика. Оба хормона регулишу менструални циклус. Прогестерон има улогу и у трудноћи коју одржава док се на образује плацента. Тада плацента преузима улогу одржавања трудноће лучењем ових хормона.

## Функција

### Хормони
Хормони су класа сигналних молекула које производе жлезде у вишећелијским организмима који се транспортују путем циркулаторног система до циљних удаљених органа где регулишу физиологију и понашање. Хормони имају разноврсне хемијске структуре, које се могу груписати у три класе: еикосаноиди, стероиди, и деривати аминокиселина/протеина (амини, пептиди, и протеини). Жлезде које излучују хормоне сачињавају ендокрини систем. Термин хормон понекад има шире значење којим се обухватају хемикалије које произведе ћелије ради вршења утицаја на саму ћелију (аутокрина или интракрина сигнализација) или на оближње ћелије (паракрина сигнализација).
Хормони се користе за комуникацију између органа и ткива ради физиолошке регулације и промена понашања, као што су варење, метаболизам, респирација, функције ткива, сензорна перцепција, спавање, излучивање, лактација, стрес, раст и развиће, кретање, репродукција, и расположење.
Хормони утичу на удаљене ћелија везивањем за специфичне рецепторске протеине на циљним ћелијама што доводи до промена ћелијских функција. Кад се хормон веже за рецептор, то доводи до активације пута преноса сигнала. Ово може довести до респонса специфичног за дати тип ћелије чиме су обухваћени брзи негеномски ефекти или спорији геномски респонси, где хормони који делујући кроз њихове рецепторе активирају генску траскрипцију, исход чега је повећано изражавање циљних протеина. Хормони базирани на аминокиселинама (амини и пептидни или протеински хормони) су растворни у води и делују преко површине циљних ћелије путем секундарних гласника; стероидни хормони, који су растворни у липидима, пролазе кроз ћелијске мембране циљних ћелија (обе цитоплазмичне и једрене) и делују унутар ћелијске цитоплазме и једра.

### Ћелијска сигнализација
Типични мод ћелијске сигнализације у ендокрином систему је ендокрина сигнализација, која се састоји од коришћења циркулаторног система за досезане удаљених циљних органа. Међутим, исто тако постоје и други модови, тј., паракрина, аутокрина и неуроендокрина сигнализација. Чисто неурокрина сигнализација између неурона, с друге стране је комплетно у оквиру нервног система.

#### Аутокрина сигнализација
Аутокрина сигнализација је облик сигнализације у којем ћелија лучи хормон или хемијски гласник (који се назива аутокриним агенсом) који се везује за аутокрине рецепторе на истој ћелији, што доводи до промена у ћелијама.

#### Паракрина сигнализација
Неки ендокринолози и клиничари сматрају паракрини систем делом ендокриног система, мада нема консензуса. Паракрини систем има спорије дејство, и делује на ћелије у истом ткиву или органу. Пример оваквог дејства је соматостатин, кога ослобађају неке ћелије панкреаса и који делује на друге ћелије панкреаса.

#### Јукстакрина сигнализација
Јукстаркина сигнализација је врста интерћелијске комуникације која се преноси преко олигосахаридних, липидних или протеинских компоненти ћелијске мембране, и којом се може утицати на емитирајућу ћелију или на непосредно суседне ћелије. Појављује се између суседних ћелија које поседују широке сегменте блиско сучељених мембрана плазме повезане трансмембранским каналима познатим као конексони. Размак између ћелија често може бити само 2 до 4 nm.

## Клинички значај

### Болест
Болести ендокриног система су честе, кад се узму у обзир обољења као што су шећерна болест, болест штитне жлезде, и гојазност. Ендокрине болести су карактерисане неадекватно регулисаним ослобађањем хормона (нпр. продуктивни аденом хипофизе), неодговарајућим одговорима на сигнализацију (хипотиреоза), недостацима жлезда (дијабетес мелитус тип 1, умањена еритроцитопоеза код хроничне бубрежне инсуфицијенција), или структурна увећања на критичним местима као што је тироидна жлезда (тиреотоксична криза). Хипофункција ендокриних жлезда се може јавити као резултат губитка резерви, хипосекреције, агенезе, атрофије или активне деструкције. Хиперфункција може настати као резултат хиперсекреције, губитка супресије, хиперплазије или неопластичних промена, или хиперстимулације.
Ендокринопатије се класификују као примарне, секундарне, или терцијарне. Примарне ендокрине болести инхибирају дејство жлезда које су низводно у сигналном путу. Секундарна ендокрина болест је индикативна за проблем са хипофизом. Терцијарна ендокрина болест је везана за дисфункцију хипоталамуса и хормона које он ослобађа.
Штитна жлезда, и хормони које формира су биле имплициране у сигнализацију на удаљеним ткивима, којом се она упућују да се пролиферирају, на пример, за естрогенски рецептор је показано да учествује у појединим типовима рака дојке. Ендокрина, паракрина, и аутокрина сигнализација су били имплицирани у пролиферацију, што је један од неопходних корака онкогенезе.
Друге честе болести које произилазе и ендокрине дисфункције су Адисонова болест, Кушингова болест и Грејвс-Базедовљева болест. Кушингова и Адисонова болест су патологије које се јављају при дисфункцији адреналне жлезде. Дисфункција у надбубрежној жлезди може бити последица примарних или секундарних фактора и може довести до хиперкортизолизма или хипокортизолизма. Кушингова болест је карактерисана хиперсекрецијом адренокортикотропног хормона (АЦТХ) због аденома хипофизе, који ултиматно узрокује ендогени хиперкортизолизам путем стимулације надбубрежне жлезде. Неки од клиничких знакова Кушингове болести су гојазност, заокругљено лице и хирсутизам. Адисонова болест је ендокрина болест која произилази из хипокортизолизма изазваног инсуфицијенцијом надбубрежне жлезде. Адренална инсуфицијенција је значајна, јер је у корелацији са смањеном способношћу одржавања крвног притиска и шећера у крви, дефекта који може бити фаталан.
Грејвс-Базедовљева болест обухвата хиперактивност штитне жлезде која производи Т3 и Т4 хормоне. Ефекти ове болести су у опсегу од прекомерног знојења, умора, топлотне нетолеранције и високог крвног притиска до отицања очију која изазива црвенило, надутост и у ретким случајевима умањен или двоструки вид.

## Друге животиње
Неуроендокрини систем је присутан код свих животиња са нервним системом и сви кичмењаци имају хипоталамусно-хипофизну осовину. Сви кичмењаци имају штитну жлезду, која је код водоземаца исто тако кључна за трансформацију ларве у одрасли облик. Сви кичмењаци имају ткиво надбубрежне жлезде, а сисари су јединствени по томе што је оно код њих организовано у слојеве. Сви кичмењаци имају неки облик ренинско-ангиотенсинске осовине, и сви тетраподи користе алдостерон као примарни минералокортикоид.

## Додатне слике
- Женски ендокрини систем.
- Мушки ендокрини систем.